# 의화권
의화권(영어: I Wor Kuen; IWK, 중국어 정체자: 義和拳, 병음: Ihuh Cyuán, 광둥어: Yih-wò Kyuhn)은 1969년 뉴욕 시 차이나타운에서 결성된 아시아계 미국인들의 주도로 설립된 마르크스-레닌주의 조직이다. 마오쩌둥의 중국 혁명에서 큰 영향을 받았으며 1978년 홍위당(Red Guard Party; RGP, 紅衛党)으로 명칭을 변경하였다.